# گمینا کژشوویتسه
گمینا کژشوویتسه (به لهستانی:  Gmina Krzeszowice) یک گمینا در لهستان است که در شهرستان کراکوف واقع شده‌است. گمینا کژشوویتسه ۱۳۹٫۳۷ کیلومتر مربع مساحت و ۳۱٬۴۱۸ نفر جمعیت دارد.